# Walter Sullivan
Walter Seager Sullivan (New York, 18 gennaio 1918 – 19 marzo 1996) è stato un giornalista e saggista statunitense.

## Biografia
Nato e cresciuto a New York, figlio di un dirigente assicurativo e responsabile di pubblicità per il New York Times e della compositrice e pianista Jeanet Loomis, dopo aver frequentato una scuola a Groton, si laurea all'Università Yale nel 1940. Viene assunto nello stesso anno al New York Times e in seguito ne diventa redattore occupandosi anche di articoli scientifici. Dal 1964 è editore delle notizie scientifiche del quotidiano, fino al 1987, anno del suo ritiro, anche se in seguito ha continuato saltuariamente a scrivervi articoli.
Nella sua carriera ha vinto il Public Service Medal della Accademia nazionale delle scienze, la Daly Medal della American Geographical Society, il George Polk Awards, il Premio Klumpke-Roberts, un riconoscimento dalla National Science Foundation, dall'American Institute of Physics, dalla American Chemical Society e dalla American Association for the Advancement of Science. Inoltre la American Geophysical Union ha istituito un premio a suo nome. Ha scritto varie opere, recensiti anche dal The New York Times.
Muore il 19 marzo 1996 per un cancro al pancreas.

## Opere
Edizione originale
- We Are Not Alone: The Continuing Search for Extraterrestrial Intelligence, 1995, Plume, 368 pagine. 978-0452272248
- Continents in Motion, 1993, American Institute of Physics, 425 pagine. 978-0883187043
- Black Holes: The Edge of Space, The End of Time, 1980, Warner Books. 978-0446936774
- We are Not Alone - The Search for Intelligent Life on Other Worlds, 1970, Penguin Books. 978-0140210583
- Quest for a Continent: The Story of the Antarctic, 1963, McGraw-Hill, 372 pagine.

Edizione straniere
- Non siamo soli, 1966, Garzanti, 329 pagine.
- Alla ricerca di un continente, Gherardo Casini editore.